# Hamza (letter)

Hamza

Hamza (Arabisch:ء) is een letter van het Arabisch alfabet die de glottisslag aangeeft. De hamza wordt feitelijk niet volwaardig tot het alfabet gerekend. De hamza wordt vaak getranslitereerd als een a, een ' of een combinatie ervan.

## Herkomst en functie
De hamza is ontstaan uit de letter alif die voorheen zowel de glottistop als de lange klinker a (ā) aangaf. De hamza werd vervolgens gebruikt om het verschil te maken en werd boven of onder de letter alif geplaatst. Tegenwoordig komt de hamza ook zelfstandig voor.

## Schrijfwijze

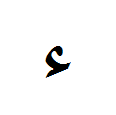
Alleenstaand
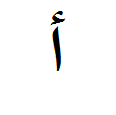
Op alif
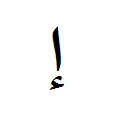
Onder alif
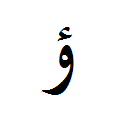
Op waw
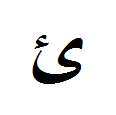
Op ya

De hamza kan op de volgende manieren voorkomen:
- Alleenstaand: ء
- Gecombineerd met een letter:
  - أ en إ (boven en onder de alif)
  - ؤ (boven de letter waw)
  - ئ (boven een puntloze ya, ook wel yāʼ hamza genoemd)

## Regels voor gebruik van hamza
De schrijfwijze van de hamza hangt af van de positie in het woord en de beklinkering in het woord. De regels zijn hieronder aangegeven. Merk op dat in de beschrijving een klinker zowel een lange klinker als korte klinker kan zijn. Daarnaast kan er sprake zijn van de afwezigheid van klinker, soms expliciet aangegeven met een sukun. Verder refereert de beschrijving naar de gangbare representatie in het Nederlands van de Arabische klanken: a, i en u, uitgesproken "oe".
- Hamza aan het begin van het woord:
  - Hamza staat altijd op of onder een alif-teken afhankelijk van de eerste klinker.
    - Indien de eerste klinker een korte a of u is, staat de hamza boven het alif-teken, bij een i staat hij er onder. Voorbeelden: أب (a'b, vader), أمّ (u'mm, moeder), إخوان  (i'khwān, broers).
    - Als de tweede letter een alif is, voegt men de hamza samen met de alif tot een alif madda آ. Voorbeeld: آكل ('ākul, ik eet).
- Hamza midden in het woord:
  - Schrijfwijze hangt af van de klanken voor en na de hamza. Indien er slechts één klinker is en de andere "klank" dus een sukun, bepaalt die enkele klinker de schrijfwijze van de hamza:
    - i: men schrijft  de hamza op een yah zonder punten: ئ. Bij verbinden met de volgende letter is dit de korte vorm, bijvoorbeeld "'id": ئد.
    - u: op een waw: ؤ.
    - a: op een alif: أ.

  - Indien er twee klinkers zijn, is de schrijfwijze volgens precedentie i > u > a als volgt:
    - Indien minstens een van de twee klinkers een i is, schrijft men de hamza op een yah zonder punten: ئ. Voorbeeld: جزائر (djazā'ir, eilanden).
    - Indien er geen i is, maar minstens een van de twee klinkers een u is, schrijft men de hamza op een waw: ؤ. Voorbeeld: سؤال (su'āl, vraag).
    - Indien er geen i of u is, dus twee a-klanken, schrijft men de hamza op een alif: أ. Voorbeeld: رأس ('ra's, hoofd).

  - Bijkomende opmerkingen
    - Uitzondering: hamza na lange alif en voor een korte of lange a-klank schrijft men apart: ء. Voorbeeld: القراءة (alqirā'a, het lezen).
    - Ook hier kan de alif madda voorkomen. Voorbeeld: قرآن (qur'ān, Koran)
    - Er is altijd minstens één klinker.
- Hamza aan het einde van het woord:
  - Indien het woord op een korte klinker eindigt, schrijft men de hamza op de ya, waw of alif afhankelijk van de klinker i, u of a. Voorbeeld: هادئ (hādi', rustig).
  - Indien het woord op een lange klinker eindigt, schrijft men de hamza apart. Voorbeeld: شيء (sjei, ding/zaak).
  - Noteer: een woord kan niet op een sukun eindigen.

## Voorbeeld
Een voorbeeld van het gebruik is in het woord insha'Allah, geschreven إن شاء الله waarbij zowel de eerste letter een hamza heeft als in het midden van het woord waar een zelfstandige hamza voorkomt.
Basisalfabet: ا (alif) · 
ب (ba) · 
ت (ta) · 
ث (tha) · 
ج (jim) ·
ح (ḥa) ·
خ (kha) ·
د (dal) ·
ذ (dhal) ·
ر (ra) ·
ز (zai) ·
س (sin) ·
ش (sjin) ·
ص (ṣad) ·
ض (ḍad) ·
ط (ṭah) ·
ظ (ẓa) ·
ع (ain) ·
غ (gain) ·
ف (fa) ·
ق (qaf) ·
ك (kaf) ·
ل (lam) ·
م (mim) ·
ن (nun) ·
ه (ha) ·
و (waw) ·
ي (ya)
Aanvullende tekens: ء (hamza) ·
آ (alif madda) ·
ة (tāʾ marbūṭa) ·
ى (alif maqṣūra) ·
لا (lām-alif)
Klinkertekens: fatḥa ·
kasra ·
ḍamma ·
shadda ·
sukūn ·
waṣla